# Quentin Smith
Quentin Persifor Smith (Rhinebeck, 27 de agosto de 1952 - 12 de novembro de 2020) foi um filósofo contemporâneo americano, estudioso e professor de filosofia na Western Michigan University em Kalamazoo, Michigan.
Trabalhou na filosofia do tempo, filosofia da linguagem, filosofia da física e na filosofia da religião. Smith publicou mais de 140 artigos e de seus livros publicados, ele foi o autor de três, co-autor de dois, e co-autor e editor de sete. Foi um editor de Prometheus Books e foi o editor-chefe da Philo entre 2001 e 2007.